# Muerte en la hoguera

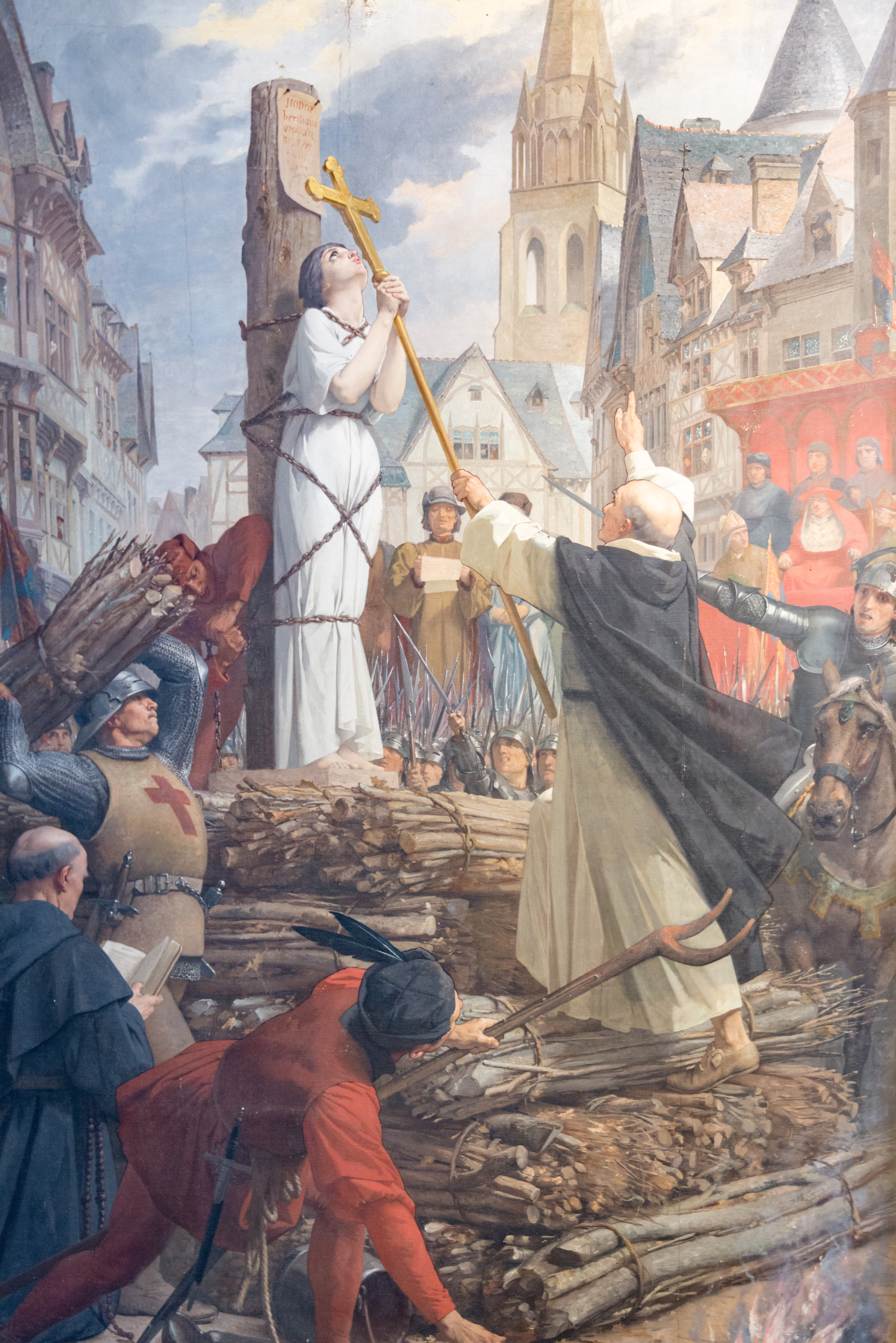
Juana de Arco en la hoguera antes de su ejecución. Cuadro de Jules Eugène Lenepveu, Panteón de París.

La muerte en la hoguera (o simplemente hoguera) es la muerte provocada por la combustión. La hoguera tiene una larga historia como pena de delitos religiosos como la traición, herejía y brujería. Según el Talmud, la «quema» que se menciona en la Biblia se hizo por la fusión de plomo que posteriormente era vertida en la garganta de la persona condenada, causando la muerte inmediata.
La forma particular de la ejecución por la quema en la que el condenado sufre agonía es más comúnmente llamado la quema en la hoguera. Dado el tiempo que tarda el condenado en morir y las terribles quemaduras que sufre continuamente, la hoguera es un método de ejecución extremadamente doloroso.
La muerte en la hoguera cayó en desgracia entre los gobiernos en el siglo XVIII, y es desde entonces considerado un castigo cruel e inusual.

## Causas de la muerte
Si el fuego era grande (por ejemplo, cuando un gran número de reos eran ejecutados al mismo tiempo), la muerte a menudo provenía de la intoxicación por dióxido de carbono antes de que las llamas en realidad causasen daño al cuerpo. Si el fuego era pequeño, sin embargo, el condenado se quemaría vivo durante algún tiempo hasta la muerte por golpe de calor, choque, la pérdida de sangre y/o, simplemente, la descomposición térmica de partes vitales del cuerpo.

## Historia antigua

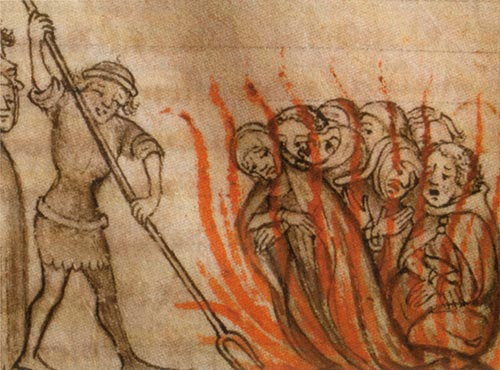
Templarios quemados vivos en la hoguera.

Según Julio César, los antiguos ladrones celtas fueron ejecutados y los prisioneros de guerra arrojados al fuego, dentro del denominado «hombre de mimbre».
Los nativos norteamericanos a menudo utilizaban la quema como una forma de ejecución, ya sea contra miembros de otras tribus o contra los colonos blancos entre los siglos XVII y XIX. Asar a fuego lento era un método habitual. 
En la Antigua India y hasta su prohibición por los británicos en el siglo XIX, el ritual hindú del satí exigía que la viuda se arrojara a la pira funeraria de su marido.
Bajo el Imperio bizantino, la quema fue presentada como un castigo contra los zoroastrianos desobedientes, debido a la creencia de que ellos adoraban el fuego. El emperador bizantino Justiniano (527-565) ordenó la muerte por el fuego, sucesión intestada y la confiscación de todos sus bienes por el Estado a ser el castigo por toda herejía contra la fe cristiana en su Codex Iustiniani, la posibilidad de ratificar los decretos de sus predecesores los emperadores Arcadio y Honorio.
En la Edad Media la Iglesia católica legisló que la quema iba a ser el castigo máximo por herejía. 
Algunos reformadores protestantes también hicieron uso de tal suplicio, son famosos los casos del médico español Miguel Servet y de la anabaptista Anneken Hendriks, así como también en la llamada caza de brujas.
Las autoridades civiles quemaron personas consideradas herejes bajo la Inquisición romana, incluyendo a Giordano Bruno. El historiador Fernando del Pulgar, contemporáneo de los Reyes Católicos, estima que la Inquisición española habría quemado en la hoguera a 2000 personas hacia 1490 (tan solo una década después de que la Inquisición fuera instaurada en el país).

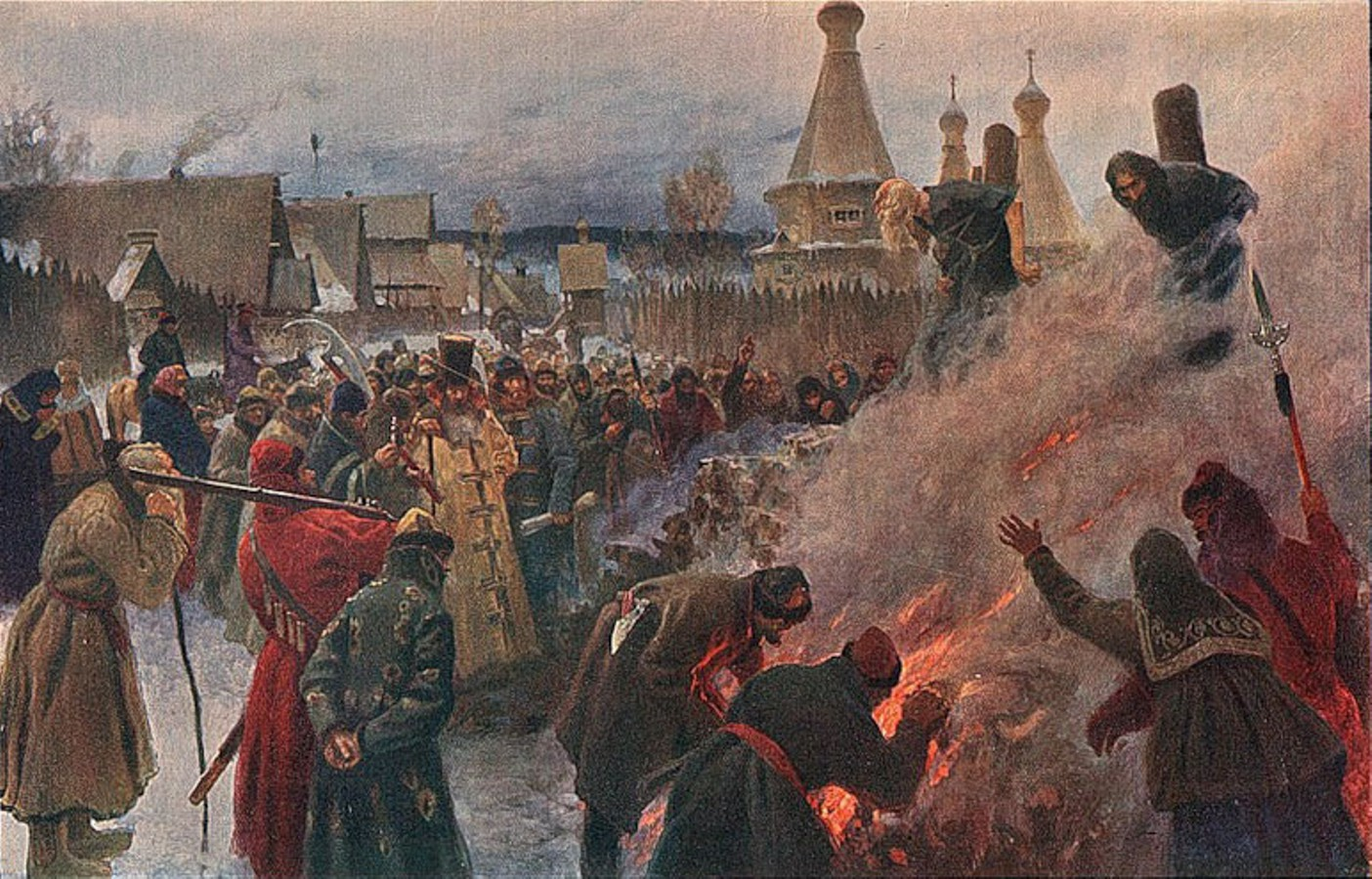
Grupo de Viejos creyentes en Rusia quemando gente en la hoguera en 1681.

En 1790 Benjamin Hammett introdujo un proyecto de ley ante el Parlamento para poner fin a la práctica. Explicó que el año anterior, como sheriff de Londres, había sido responsable de la quema de Catherine Murphy, declarada culpable de falsificación, pero que él le había permitido la horca en primer lugar. Señaló que en la situación jurídica imperante, él mismo podría haber sido hallado culpable de un delito al no cumplir con el castigo legal y, como ninguna mujer había sido quemada viva en el reino desde hacía más de cincuenta años, asimismo podían haber sido hallados culpables todos aquellos aún vivos que habían ocupado una posición de poder en cualquiera de las ejecuciones anteriores por quema. El acto fue debidamente aprobado por el Parlamento y el asentimiento real dado por el rey Jorge III.

## Historia moderna

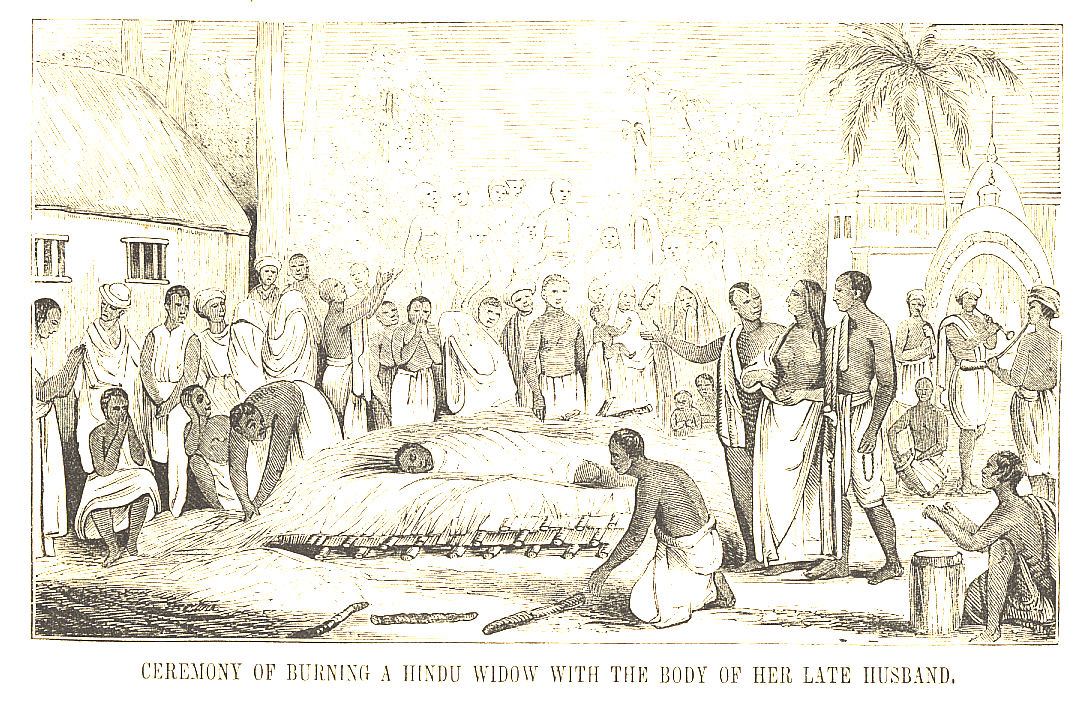
Inmolación de una viuda hinduista, que se arroja a la pira de su marido, según un grabado de 1851

Por su crueldad, ningún Estado moderno lleva a cabo ejecuciones en la hoguera; si bien se utilizaron lanzallamas en la Segunda Guerra Mundial, y en las guerras de Corea y Vietnam. Al igual que la pena capital, la muerte en la hoguera está prohibida a todos los miembros del Consejo de Europa por la Convención Europea de Derechos Humanos.
Una de las quemas como ejecución extrajudicial más notoria de los tiempos modernos ocurrió en Waco, Texas, Estados Unidos, el 15 de mayo de 1916. Jesse Washington, un granjero afroamericano con problemas mentales, después de haber sido condenado por el asesinato de una mujer blanca, fue llevado por una muchedumbre a la hoguera, castrado, rociado con aceite de carbón, y colgado por el cuello de una cadena sobre la hoguera. Fue una quema lenta que le condujo a la muerte. Aún existe una imagen del acontecimiento, que muestra a la multitud junto al cadáver carbonizado de Washington. El hecho atrajo la condena internacional, y es recordado como el Terror de Waco.
También se han dado casos de forma indirecta, por ejemplo en un bombardeo: el de la ciudad alemana de Dresde por los aviones aliados durante la Segunda Guerra Mundial. Fueron más de seiscientos aviones los que bombardearon la indefensa ciudad causando más de doscientos mil muertos. Murieron quemados, y los que se lanzaron al río esperando así salvarse murieron por el agua calentada por las bombas incendiarias.
Un ejemplo más directo es el de la Masacre de Gardelegen: el 13 de abril de 1945, tropas de las SS dirigieron a milicianos Volkssturm, a miembros de las Juventudes Hitlerianas y a bomberos locales para quemar vivos a más de mil prisioneros de guerra.
En Solimania, Irak, hubo cuatrocientos casos de quema de mujeres en 2006. En el Kurdistán iraquí, por lo menos 255 mujeres fueron asesinadas en los primeros seis meses de 2007.
Se informó el 21 de mayo de 2008, que en Kenia una turba había quemado al menos a once personas acusadas de brujería.
El 2 de enero de 2015 se produjo la ejecución de Muath Al-Kasasbeh un piloto jordano capturado, que luchaba junto a la coalición internacional liderada por Estados Unidos para erradicar al grupo terrorista Estado Islámico. El piloto fue quemado vivo en una jaula, aparentemente en un escenario destruido por cazas bombarderos, para posteriormente ser divulgada al mundo la barbarie de dicho grupo terrorista mediante las redes sociales el 3 de febrero de 2015, causando el repudio de las comunidades musulmanas y la condena de la comunidad internacional.

## Galería

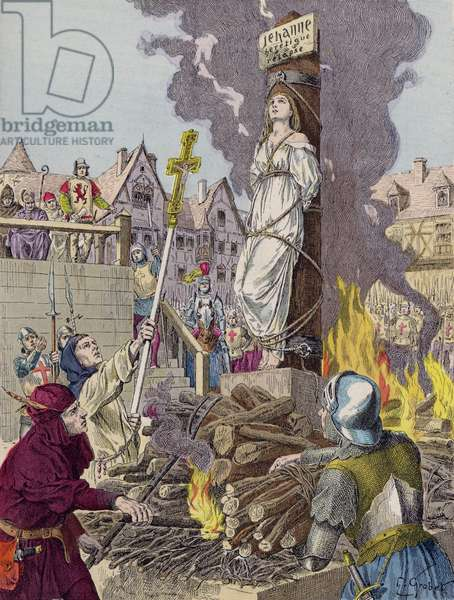
Martirio de Santa Juana de arco pintado por H Grobet en 1902.

Martirio de Santa Juana de arco pintado bajo una versión.